# Euphorbia geroldii
Euphorbia geroldii ist eine Pflanzenart aus der Gattung Wolfsmilch (Euphorbia) in der Familie der Wolfsmilchgewächse (Euphorbiaceae).

## Beschreibung
Die sukkulente Euphorbia geroldii wächst als reich verzweigter, xerophytischer Strauch bis in 2 Meter Höhe mit zylindrischen und verholzenden Zweigen, welche an der Basis einen Durchmesser von 2 Zentimeter erreichen. Die lanzettlichen Blätter stehen in lockeren Spiralen an den Trieben und werden bis 8 Zentimeter lang und 3 Zentimeter breit. Sie sind glänzend dunkelgrün gefärbt, haben einen roten Rand und sind nahezu sitzend. Die 1 bis 2 Millimeter großen Nebenblätter sind gezähnt.

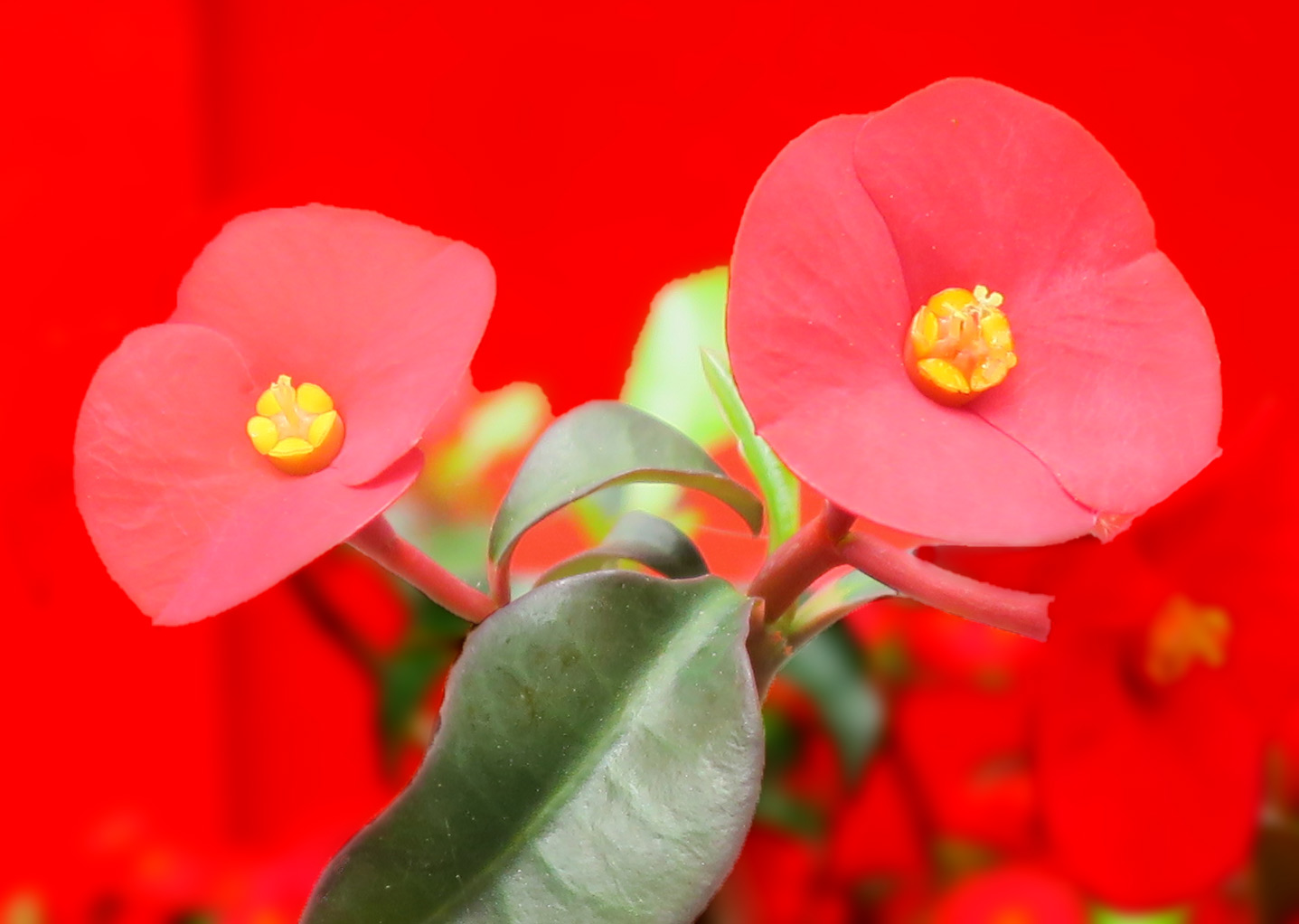
Einzelblüten

Die nahezu endständigen und einfachen Cymen sind 3 Zentimeter lang gestielt. Die ausgebreiteten und gerundeten Cyathophyllen werden bis 2,5 Zentimeter lang und bis 2,8 Zentimeter breit. An der Basis überlappen sie sich und sind leuchtend rot gefärbt. Die Cyathien sind 2 Millimeter groß und die elliptischen Nektardrüsen gelb gefärbt. Die stumpf gelappte Frucht wird 3 Millimeter groß und ist gelblich.

## Verbreitung und Systematik
Euphorbia geroldii ist endemisch im Nordosten von Madagaskar in der Region von Ambilobe im Sand von Küstenwäldern verbreitet.
Die Art steht auf der Roten Liste der IUCN und gilt als vom Aussterben bedroht (Critically Endangered).
Die Erstbeschreibung der Art erfolgte 1994 durch Werner Rauh.